# Håstenslöv
Håstenslöv är en bebyggelse i Norrvidinge socken i Svalövs kommun i Skåne län. SCB avgränsade här en småort mellan 1995 och 2005, från 2010 till 2020 samt från 2023.